# ビクトル・アベル・リベロス
ビクトル・アベル・リベロス（Victor Abel Riveros、1988年3月10日 - ）は、パラグアイの男子陸上競技選手。専門はやり投。
2010年にメデリンで開催された南アメリカ競技大会に出場し、槍投げで金メダルを獲得した。